# 法明維爾 (紐約州)
法明維爾（英語：Farmingville）是位於美國紐約州薩福克縣的普查規定居民點。

## 人口
根據2020年美國人口普查的數據，法明維爾的面積為10.85平方千米，皆為陸地。當地共有人口14983人，而人口密度為每平方千米1,380.92人。